# Meliboeus pygmaeolus
Meliboeus pygmaeolus es una especie de escarabajo del género Meliboeus, familia Buprestidae. Fue descrita científicamente por Obenberger en 1917.